# Běh na lyžích na Zimních olympijských hrách 2022
Soutěže v běhu na lyžích na Zimních olympijských hrách 2022 proběhnou od 5. do 20. února 2022 v běžeckém a biatlonovém centru Kuyangshu v Pekingu.

## Program
Plánovaný program soutěží dle oficiálních stránek.
Finále soutěží jsou vyznačeny tučně.
| Den    | Datum          | Zahájení (UTC+8) | Zahájení (SEČ) | Soutěž                               |
| ------ | -------------- | ---------------- | -------------- | ------------------------------------ |
| den 4  | 5. února 2022  | 15:45            | 08:45          | skiatlon ženy                        |
| den 5  | 6. února 2022  | 15:00            | 08:00          | skiatlon muži                        |
| den 7  | 8. února 2022  | 16:00            | 09:00          | individuální sprint volně ženy       |
| den 7  | 8. února 2022  | 16:50            | 09:50          | individuální sprint volně muži       |
| den 9  | 10. února 2022 | 15:00            | 08:00          | 10 km klasicky ženy                  |
| den 10 | 11. února 2022 | 15:00            | 08:00          | 15 km klasicky muži                  |
| den 11 | 12. února 2022 | 15:30            | 08:30          | štafeta 4 x 5 km ženy                |
| den 12 | 13. února 2022 | 15:00            | 8:00           | štafeta 4 x 10 km muži               |
| den 15 | 16. února 2022 | 17:00            | 10:00          | sprint dvojic klasicky ženy          |
| den 15 | 16. února 2022 | 17:40            | 10:40          | sprint dvojic klasicky muži          |
| den 18 | 19. února 2022 | 14:00            | 5:00           | závod s hromadným startem 50 km muži |
| den 19 | 20. února 2022 | 14:30            | 5:30           | závod s hromadným startem 30 km ženy |

## Medailové pořadí zemí
| Pořadí | Země                         | Zlato | Stříbro | Bronz | Celkově |
| ------ | ---------------------------- | ----- | ------- | ----- | ------- |
| 1.     | Norsko (NOR)                 | 5     | 1       | 2     | 8       |
| 2.     | Sportovci ROV (ROC)          | 4     | 4       | 3     | 11      |
| 3.     | Finsko (FIN)                 | 1     | 2       | 3     | 6       |
| 4.     | Švédsko (SWE)                | 1     | 2       | 1     | 4       |
| 5.     | Německo (GER)                | 1     | 1       | 0     | 2       |
| 6.     | Spojené státy americké (USA) | 0     | 1       | 1     | 2       |
| 7.     | Itálie (ITA)                 | 0     | 1       | 0     | 1       |
| 8.     | Rakousko (AUT)               | 0     | 0       | 1     | 1       |
| 8.     | Francie (FRA)                | 0     | 0       | 1     | 1       |
|        | Celkem                       | 12    | 12      | 12    | 36      |

## Medailisté

### Muži
| Disciplína                                        | Zlato                                                                                      | Výkon     | Stříbro                                                                                   | Výkon     | Bronz                                                                              | Výkon     |
| ------------------------------------------------- | ------------------------------------------------------------------------------------------ | --------- | ----------------------------------------------------------------------------------------- | --------- | ---------------------------------------------------------------------------------- | --------- |
| 15 km klasicky                                    | Iivo Niskanen · Finsko (FIN)                                                               | 37:54,8   | Alexandr Bolšunov · Sportovci ROV (ROC)                                                   | 38:18,0   | Johannes Høsflot Klæbo · Norsko (NOR)                                              | 38:32,3   |
| 30 km volně (závod byl zkrácen z původních 50 km) | Alexandr Bolšunov · Sportovci ROV (ROC)                                                    | 1:11:32.7 | Ivan Jakimuškin · Sportovci ROV (ROC)                                                     | 1:11:38.2 | Simen Hegstad Krüger · Norsko (NOR)                                                | 1:11:39.7 |
| skiatlon                                          | Alexandr Bolšunov · Sportovci ROV (ROC)                                                    | 1:16:09,8 | Denis Spicov · Sportovci ROV (ROC)                                                        | 1:17:20,8 | Iivo Niskanen · Finsko (FIN)                                                       | 1:18:10,0 |
| štafeta 4 × 10 km                                 | Sportovci ROV (ROC) · Alexej Červotkin · Alexandr Bolšunov · Denis Spicov · Sergej Usťugov | 1:54:50.7 | Norsko (NOR) · Emil Iversen · Pål Golberg · Hans Christer Holund · Johannes Høsflot Klæbo | 1:55:57.9 | Francie (FRA) · Richard Jouve · Hugo Lapalus · Clément Parisse · Maurice Manificat | 1:56:07.1 |
| sprint                                            | Johannes Høsflot Klæbo · Norsko (NOR)                                                      | 2:58,06   | Federico Pellegrino · Itálie (ITA)                                                        | 2:58,32   | Alexandr Terentěv · Sportovci ROV (ROC)                                            | 2:59,37   |
| sprint dvojic                                     | Norsko (NOR) · Erik Valnes · Johannes Høsflot Klæbo                                        | 19:22.99  | Finsko (FIN) · Iivo Niskanen · Joni Mäki                                                  | 19:25.45  | Sportovci ROV (ROC) · Alexandr Bolšunov · Alexandr Terentěv                        | 19:27.28  |

### Ženy
| Disciplína       | Zlato                                                                                                   | Výkon    | Stříbro                                                                                          | Výkon    | Bronz                                                                                         | Výkon    |
| ---------------- | --- | -------- | ------------------------------------------------------------------------------------------------ | -------- | --------------------------------------------------------------------------------------------- | -------- |
| 10 km klasicky   | Therese Johaugová · Norsko (NOR)                                                                        | 28:06,3  | Kerttu Niskanenová · Finsko (FIN)                                                                | 28:06,7  | Krista Pärmäkoskiová · Finsko (FIN)                                                           | 28:37,8  |
| 30 km volně      | Therese Johaugová · Norsko (NOR)                                                                        | 1:24:54  | Jessica Digginsová · Spojené státy americké (USA)                                                | 1:43,3   | Kerttu Niskanenová · Finsko (FIN)                                                             | 2:33,3   |
| skiatlon         | Therese Johaugová · Norsko (NOR)                                                                        | 44:13,7  | Natalja Něprjajevová · Sportovci ROV (ROC)                                                       | 44:43,9  | Teresa Stadloberová · Rakousko (AUT)                                                          | 44:44,2  |
| štafeta 4 × 5 km | Sportovci ROV (ROC) · Julija Stupaková · Natalja Něprjajevová · Taťjana Sorinová · Veronika Stěpanovová | 53:41.0  | Německo (GER) · Katherine Sauerbreyová · Katharina Hennigová · Victoria Carlová · Sofie Krehlová | 53:59.2  | Švédsko (SWE) · Maja Dahlqvistová · Ebba Anderssonová · Frida Karlssonová · Jonna Sundlingová | 52:07.6  |
| sprint           | Jonna Sundlingová · Švédsko (SWE)                                                                       | 3:09,68  | Maja Dahlqvistová · Švédsko (SWE)                                                                | 3:12,56  | Jessica Digginsová · Spojené státy americké (USA)                                             | 3:12,84  |
| sprint dvojic    | Německo (GER) · Katharina Hennigová · Victoria Carlová                                                  | 22:09.85 | Švédsko (SWE) · Maja Dahlqvistová · Jonna Sundlingová                                            | 22:10.02 | Sportovci ROV (ROC) · Julija Stupaková · Natalja Něprjajevová                                 | 22:10.56 |